# نيل فاربر
نيل فاربر هو فنان كندي، ولد في 1975 في وينيبيغ في كندا.